# イプシロン (ミュージシャン)
イプシロン(Epsilon、発音はエプシロン、エプサイロン)は、オーストラリアのニューキャッスルで活動しているブレイクコアのプロデューサーである。Bloody FistやKilling Sheepなどのレーベルで、作成したトラックをリリースしている。本名はBrendon Brooks。
尚、彼自身もブレイクコアとガバのレーベル「EPS666」を運営していたが、2005年を最後にレーベルサイトが閉じられ、同レーベルからはリリースが行われていない。